# Liste des préfets de la Creuse
Liste des préfets du département de la Creuse.

## Préfets napoléoniens (1800-1814 et 1815)
- 1800 : Joseph-Mathurin Musset
- 1802 : Joseph-Claude-Louis Colaud de La Salcette
- 1807 : Jean Frédéric Théodore Maurice
- 1810 : Emmanuel Camus du Martroy

## Préfets de la Restauration (1814-1815 et 1815-1830)
- 1814 : Alexandre Louis d'Allonville
- 1815 : Claude-Étienne Chaillou des Barres
- 1815 : Comte Ferdinand Marie Louis de Waters
- 1816 : Louis Pépin de Bellisle
- 1817 : Étienne Charles Garnier[1], neveu de Germain Garnier
- 1823 : François Pons Louis de Villeneuve
- 1824 : Antoine Bernard Finot[2]
- 1828 : Alexandre-Marie Gassot de Fussy
- 1828 : Athanase-Marie-Stanislas-François de Sales de Saint-Luc, du 22 novembre 1828 au 2 avril 1830, date à laquelle il est nommé préfet de la Mayenne
- 1830 : Charles-Henry-Gabriel de Frotté
- 1830 : Guillaume-Auguste Dechamps

## Préfets de la monarchie de Juillet (1830-1848)
- 1838 : Auguste Ménard
- 1839 : Mathieu Fleury
- 1842 : François-Désiré-Édouard Delamarre
- 1847 : Alphonse Louis Petit de Lafosse

## Préfets et commissaires du gouvernement de la Deuxième République (1848-1851)
- février 1848 : Dr Sylvain Guizard (Commissaire du gouvernement)
- 28 février 1848 : Félix Lecler (Commissaire du gouvernement)
- 15 mars 1848 : Boissier (Commissaire du gouvernement)
- avril 1848 : François Henry Valéry Bureau Des Étivaux (Commissaire du gouvernement, puis préfet)
- 24 septembre 1848 : Jean-Marie Leroy
- 10 octobre 1849 : Alexandre-Louis-Adolphe Durand-Saint-Amand
- 24 octobre 1848 : Adrien-Hippolyte Sohier
- décembre 1851 : Alexandre Ladreit de Lacharrière

## Préfets du Second Empire (1851-1870)
- 1853 : Honoré-Hippolyte Girard de Villesaison
- mars 1856 : Aimé-Denis de Martel du Porzou (1813-1904)
- août 1856 : Victor-Marie-Nicolas de Matharel
- 1859 : Isidore Salles
- 1860 : Jacques-Jean-Marie de La Rousselière-Clouard
- 1865 : Henry Félix Tharreau
- 1868 : Henri Fernand Bourgeois de Jessaint
- 3 mars 1869 : Alexandre Le Peintre
- 23 octobre 1869 : Pierre-Henri-François-Léopold Conrad

## Préfets de la Troisième République (1870-1940)
- 6 septembre 1870 : Martin Nadaud, un ancien maçon de la Creuse
- 21 septembre 1870 : Christophe Antoine Fillioux
- 13 octobre 1870 : Martin Nadaud
- 20 mars 1871 : Ernest-Charles Hendlé
- 8 mai 1872 : Henri-Jules-Émile Amiard
- 26 mai 1873 : Joseph-Raymond Fournier-Sarlovèze (1836-1916)
- 1874 : Tiburce-Eugène Sébastiani
- 1876 : Émile Lorois
- 1877 : Porten
- 18 décembre 1877 : Frédéric-Adolphe Loreille de Lestaubière
- 22 février 1878 : Émile-Honoré Cazelles
- 25 mars 1879 : Élie-Aristide-Louis-Paul Laurens
- 1880 : Charles-Édouard-Ernest Périgois (1816-1906)
- 1881-1882 : Ernest Javal
- 4 avril 1883 : Alphonse Dumonteil
- 21 mai 1886 : Georges-Étienne Mastier
- 10 janvier 1888 : Eugène-Victor-Auguste Liébert
- 20 juin 1888 : Edgar Monteil
- 12 février 1890 : Alpinien Pabot-Chatelard (1837-1929)[3]
- 1892 : Joseph-Toussaint-Jules-Henry de Malherbe
- 18 mars 1893 : Christian-Auguste-Armand Nanot (1853-1928), alias Nano
- 3 octobre 1893 : Marie-Jean-Henri-André de Joly (1857-1923)
- 1er mars 1895 : Louis Liégey
- 23 mai 1896 : Marcel-Marie Grégoire
- 16 juillet 1898 : Émile-Marien Alapetite (1836-1911)
- 1898 : Edgar Monteil
- 1900 : D'Auriac
- 1902 : Petit-Dossaris
- 1909 : Truc
- 1913 : Rischmann
- 1919 : Louis Auguste Julien Marie Piettre
- 1921 : Le Beau
- 1924 : L'Hommede
- 1928 : Barre
- 1934 : Louis Adam
- 1934 : Moyon
- 1935 : Lucas
- 1936 : Sauvaire
- 1939 : Heureude

## Préfets de Vichy (1940-1944)
- 1940 : Jean Cabouat
- 1941 : Jacques-Henri
- 1943 : Vasserot
- 1944 : Salem

## Préfets et commissaires de la République de la Quatrième République (1944-1958)
- 1944 : Henry Castaing
- 1949 : Lapeyrie
- 1953 : Escande
- 1956 : Mac Grath
- 1958 : Coiffard

## Préfets de la Cinquième République (depuis 1958)
| Période          | Période           | Identité                     | Fonction précédente                                                          | Observation |
| ---------------- | ----------------- | ---------------------------- | ---------------------------------------------------------------------------- | --- |
| 1960             |                   | Lethiais                     |                                                                              | |
| 1961             |                   | Henri Langlade               |                                                                              | |
| 1963             |                   | René Érignac                 |                                                                              | |
| 1967             |                   | André Collot                 |                                                                              | |
| 1969             | 1973              | Jacques Chartron             |                                                                              | |
| 1973             |                   | Henri Martinet               |                                                                              | |
| 1974             |                   | Albert Lacolley              |                                                                              | |
| 1977             |                   | Jacques Durantou             |                                                                              | |
| 1980             |                   | Guy Pigoullie                |                                                                              | |
| 1982             |                   | Jean Ducret                  |                                                                              | |
| 1985             |                   | Pierre-Charles North         |                                                                              | |
| 1987             |                   | Jean-Claude Tressens         |                                                                              | |
| 1989             | 11 mai 1992       | Alain Froute                 |                                                                              | |
| 5 juin 1992      | 24 juin 1993      | Dominique Schmitt            |                                                                              | Préfet du Jura                                                                                                 |
| 24 juin 1993     | 3 octobre 1996    | Jean Godfroid                |                                                                              | Préfet de la Drôme                                                                                             |
| 17 octobre 1996  | 23 février 2000   | Henry Féral                  | sous-préfet de Lens                                                          | |
| 23 février 2000  | 6 février 2003    | Patrick Delage               |                                                                              | |
| 7 mars 2003      | 2 décembre 2004   | Joël Fily                    | sous-préfet de Béthune                                                       | Préfet d'Indre-et-Loire                                                                                        |
| 2 décembre 2004  | 22 septembre 2006 | Philippe Chervet             | Préfet de la Moselle                                                         | |
| 2 octobre 2006   | 5 février 2009    | Daniel Férey                 | Préfet de la Moselle                                                         | Préfet de la Guyane                                                                                            |
| 18 février 2009  | 29 octobre 2009   | Jean-Luc Fabre               | Administrateur civile hors classe                                            | Préfet de la Guadeloupe, représentant de l'Etat dans les collectivités de Saint-Barthélemy et de Saint-Martin. |
| 17 décembre 2009 | 13 janvier 2011   | Hugues Moutouh               | professeur des universités                                                   | |
| 13 janvier 2011  | 31 janvier 2013   | Claude Serra                 | sous-préfet de Grasse                                                        | |
| 31 janvier 2013  | 30 août 2013      | Dominique-Claire Mallemanche | sous-préfète de Grasse                                                       | |
| 30 août 2013     | 21 mai 2015       | Christian Chocquet           | Préfet du Nord                                                               | conseiller du Gouvernement au secrétariat général du ministère de l'intérieur                                  |
| 21 mai 2015      | 9 mai 2018        | Philippe Chopin              | préfet délégué dans les collectivités de Saint-Barthélemy et de Saint-Martin | Préfet des Pyrénées-Orientales                                                                                 |
| 9 mai 2018       | 24 août 2020      | Magali Debatte               | secrétaire générale pour les affaires régionales des Hauts-de-France         | |
| 24 août 2020     | 2 avril 2023      | Virginie Darpheuille         | administratrice civile hors classe                                           | |
| 3 avril 2023     |                   | Anne Frackowiak-Jacobs       | préfète déléguée pour l'égalité des chances auprès du préfet de l'Essonne    | |